# Cuajinicuil, Santo Domingo Teojomulco
Cuajinicuil är en ort i Mexiko.   Den ligger i kommunen Santo Domingo Teojomulco och delstaten Oaxaca, i den sydöstra delen av landet, 400 km sydost om huvudstaden Mexico City. Cuajinicuil ligger 1 195 meter över havet och antalet invånare är 147.
Terrängen runt Cuajinicuil är kuperad söderut, men norrut är den bergig. Runt Cuajinicuil är det ganska glesbefolkat, med 27 invånare per kvadratkilometer. Närmaste större samhälle är El Arador, 8,9 km sydost om Cuajinicuil. I omgivningarna runt Cuajinicuil växer huvudsakligen savannskog.